# Championnat d'Espagne masculin de handball 2018-2019
Navigation
Liga ASOBAL 2017-2018 Liga ASOBAL 2019-2020
Le Championnat d'Espagne masculin de handball 2018-2019 est la soixante-huitième édition de cette compétition.
Le FC Barcelone a remporté son 26e titre, le neuvième consécutif.

## Classement
|    | Équipe                    | Pts | J  | G  | N | P  | Bp   | Bc  | Diff |
| -- | ------------------------- | --- | -- | -- | - | -- | ---- | --- | ---- |
| 1  | FC Barcelone (T, S, A, R) | 59  | 30 | 29 | 1 | 0  | 1148 | 735 | 413  |
| 2  | Bidasoa Irún              | 45  | 30 | 21 | 3 | 6  | 792  | 707 | 85   |
| 3  | Logroño La Rioja          | 42  | 30 | 18 | 6 | 6  | 895  | 816 | 79   |
| 4  | CB Ademar León            | 37  | 30 | 17 | 3 | 10 | 819  | 753 | 66   |
| 5  | BM Granollers             | 37  | 30 | 17 | 3 | 10 | 814  | 763 | 51   |
| 6  | BM Huesca                 | 33  | 30 | 14 | 5 | 11 | 770  | 801 | -31  |
| 7  | CD Atlético Valladolid    | 33  | 30 | 15 | 3 | 12 | 869  | 859 | 10   |
| 8  | BM Cuenca                 | 33  | 30 | 14 | 5 | 11 | 813  | 813 | 0    |
| 9  | CB Benidorm               | 30  | 30 | 13 | 4 | 13 | 796  | 821 | -25  |
| 10 | SCDR Anaitasuna           | 25  | 30 | 11 | 3 | 16 | 805  | 829 | -24  |
| 11 | Balonmano Sinfín (P)      | 24  | 30 | 10 | 4 | 16 | 786  | 860 | -74  |
| 12 | ADC Guadalajara           | 23  | 30 | 10 | 3 | 17 | 821  | 851 | -30  |
| 13 | CB Puente Genil           | 19  | 30 | 8  | 3 | 19 | 758  | 844 | -86  |
| 14 | CB Cangas                 | 18  | 30 | 7  | 4 | 19 | 717  | 811 | -94  |
| 15 | SD Teucro                 | 13  | 30 | 5  | 3 | 22 | 792  | 945 | -153 |
| 16 | Balonmano Alcobendas (P)  | 9   | 30 | 4  | 1 | 25 | 733  | 920 | -187 |

|     | Champion d'Espagne 2018-2019                             |
|     | Qualification pour la Ligue des champions                |
|     | Qualification pour la coupe de l'EHF                     |
|     | Relégation en División de Honor Plata (D2)               |
| (T) | Tenant du titre                                          |
| (R) | Vainqueur de la Coupe du Roi                             |
| (A) | Vainqueur de la Coupe ASOBAL                             |
| (S) | Vainqueur de la Supercoupe                               |
| (P) | Promu de División de Honor Plata (D2) en début de saison |

Source : http://asobal.es/liga.php

## Statistiques et récompenses

### Récompenses
À l'issue du championnat d'Espagne dominé par le FC Barcelone qui a remporté tous les titres nationaux, l'équipe-type de la saison est, :
| Poste           | Joueur                      | Équipe          | Votes   |
| --------------- | --------------------------- | --------------- | ------- |
| Meilleur joueur | Raúl Entrerríos             | FC Barcelone    | -       |
| Gardien de but  | Gonzalo Pérez de Vargas (4) | FC Barcelone    | 39,45 % |
| Ailier gauche   | Jaime Fernández             | CB Ademar León  | 25,85 % |
| Arrière gauche  | Pablo Simonet               | BM Benidorm     | 32,86 % |
| Demi-centre     | Raúl Entrerríos (7)         | FC Barcelone    | 33,16 % |
| Arrière droit   | Dika Mem                    | FC Barcelone    | 35,23 % |
| Ailier droit    | Kauldi Odriozola (2)        | CD Bidasoa Irún | 28,58 % |
| Pivot           | Ludovic Fabregas            | FC Barcelone    | 42,45 % |
| Défenseur       | Thiagus dos Santos          | FC Barcelone    | 29,86 % |
| Entraîneur      | Jacobo Cuétara              | CD Bidasoa Irún | 38,62 % |
| Espoir          | Natan Suárez                | BM Cuenca       | 28,55 % |

### Statistiques
Les meilleurs buteurs sont :
| Rang | Joueur         | Club                   | Buts |
| ---- | -------------- | ---------------------- | ---- |
| 1    | Davor Čutura   | SD Teucro              | 200  |
| 2    | Adrià Figueras | BM Granollers          | 176  |
| 3    | Leonardo Dutra | BM Cuenca              | 167  |
| 4    | Álvaro Cabanas | BM Benidorm            | 157  |
| 5    | Abel Serdio    | CD Atlético Valladolid | 155  |